# Cele patru nunți ale lui Marisol
Cele patru nunți ale lui Marisol (titlul original: în spaniolă Las cuatro bodas de Marisol) este un film de comedie spaniol presărat cu o mulțime de melodii ritmate, realizat în 1967 de regizorul Luis Lucia. 
Este al patrulea dintre cele șase filme în care Marisol a împărtășit afișul cu Isabel Garcés. În plus, este prima dată când o auzim pe Marisol cântând și vorbind cu vocea ei de adult, deși Marisol era încă minoră la acea vreme (avea 20 de ani, iar în Spania vârsta majoratului era 21).

## Conținut
Marisol este o actriță de film care se întâlnește cu Frank Moor, regizorul filmului pe care îl realizează. Relația dintre cuplu merge din ce în ce mai departe și ei decid să se căsătorească. Cu toate acestea, Marisol este precaută că Frank, în comun cu producătorul Gordon, vrea să se căsătorească doar pentru a face publicitate filmului. Prin urmare, ea decide să pună la cale un plan: discută cu trei foști pretendenți și îi cheamă să vină la nuntă. Cei trei, înaintea tuturor și a presei care o transmit la televiziune în direct, cer ca ceremonia să fie suspendată, întrucât Marisol le-a dat deja lor cuvântul de căsătorie.
Marisol, la scurt timp, îi spune lui Frank cele trei povești, toate având ca rol principal pe ea însăși, pe mama ei și pe fiecare dintre pretendenți invocați. În prima, pretendentul este Martin, un cântăreț englez care o întâlnește în timp ce ea fuge de la un internat din Londra. În al doilea, pretendentul este Rafael, un toreador pe care îl întâlnește în ferma în care acesta locuiește. Se decide să-l sponsorizeze și îi organizează o luptă cu tauri ca să devină celebru. În al treilea și ultimul, pretendentul este doctorul Pierre Durán, un medic care lucrează în jungla africană, pe care îl întâlnește atunci când turna primul ei film cu Gordon, ea jucând o călugăriță, se preface a fi una adevărată. Marisol îi spune lui Frank toate aceste povești, dar reacția lui nu va fi cea pe care Marisol o așteaptă...

## Distribuție
- Marisol – Marisol
- Jean-Claude Pascal – Frank
- Isabel Garcés – mama lui Marisol
- Daniel Martín – doctorul
- Emilio Gutiérrez Caba – Rafael, toreadorul
- Axel Darna – Martin
- Eric Chapman – Gordon
- Peret – cântărețul de la petrecere
- José María Caffarel – proprie
- Francisco Camoiras – prietenul lui Rafael
- María Fernanda D'Ocón
- Goyo Montero – dansatoarea
- Pedro Porcel – tatăl lui Martin
- Mercedes Borqué –
- Ángel Álvarez – primul preot
- José Orjas – Thomas

## Melodii din film
- La boda
- Johnny
- La tarara
- Belén Belén (duet cu Peret)
- La boda (reprise)

Toate melodiile sunt compuse de Fernando Arbex și Adolfo Waitzman, cu excepția Belén Belén, compusă de Peret și La tarara, cântec popular în aranjamentul lui Alfonso Sainz.